# Ruschia impressa
Ruschia impressa är en isörtsväxtart som beskrevs av L. Bol. Ruschia impressa ingår i släktet Ruschia och familjen isörtsväxter. Inga underarter finns listade i Catalogue of Life.